# Гозен-Ной-Циттау
Гозен-Ной-Циттау (нем. Gosen-Neu Zittau, луж. Góźna-Nowa Žytawa) — коммуна в Германии, в земле Бранденбург.
Входит в состав района Одер-Шпре. Подчиняется управлению Шпренхаген.  Население составляет 2900 человек (на 31 декабря 2010 года). Занимает площадь 15,07 км².
Коммуна подразделяется на 4 сельских округа.

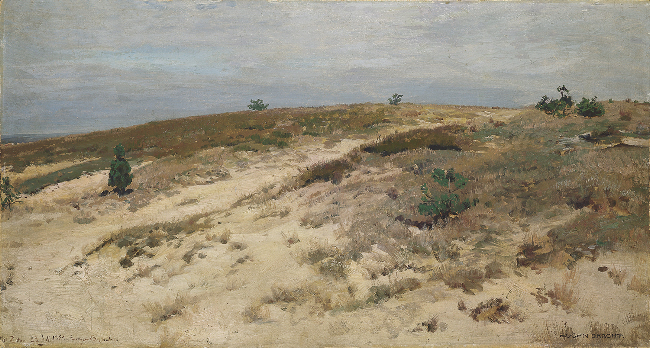
Гозен-Ной-Циттау

| Год  | Население |
| ---- | --------- |
| 2005 | 2726      |
| 2010 | 2888      |